# Thanaset Sujarit
Thanaset Sujarit (thailändisch ธนาเสฏฐ์ สุจริต; * 18. Januar 1989 in Chonburi) ist ein thailändischer Fußballspieler.

## Karriere
Thanaset Sujarit erlernte das Fußballspielen in der Jugendmannschaft des Erstligisten Chonburi FC in Chonburi. Wo er nach der Jugend spielte, ist unbekannt. Bis Ende 2017 spielte er beim Rayong FC. Der Club aus  Rayong spielte in der zweiten Liga, der Thai League 2. 2018 wechselte er zu seinem Jugendverein Chonburi FC. Die Sharks spielten in der ersten Liga, der Thai League. Die Rückserie 2018 wurde er an den Zweitligisten Trat FC nach Trat ausgeliehen. Mit dem Club wurde er Vizemeister und stieg somit in die erste Liga auf. Bis heute steht er beim Chonburi FC unter Vertrag. Für die Sharks bestritt er bis heute 14 Erstligaspiele. Anfang 2020 wechselte er auf Leihbasis zum Ligakonkurrenten Ratchaburi Mitr Phol nach Ratchaburi. Für Ratchaburi absolvierte er 15 Erstligaspiele. Nach Ende der Ausleihe wurde er von Ratchaburi am 1. Juni 2021 fest verpflichtet. Nach der Hinrunde 2021/22 wechselte er im Dezember 2021 auf Leihbasis zum Ligakonkurrenten Suphanburi FC. Am Ende der Saison 2021/22 belegte er mit dem Verein aus Suphanburi den 16. Tabellenplatz und musste somit in die zweite Liga absteigen. Für Suphanburi bestritt er 13 Erstligaspiele. Nach der Ausleihe kehrte er Ende Mai 2022 nach Ratchaburi zurück. In der Hinrunde 2022/23 bestritt er sechs Ligaspiele für Ratchaburi. Zur Rückrunde wechselte er im Dezember 2022 zum Ligakonkurrenten PT Prachuap FC. Für den Erstligisten bestritt er zehn Erstligaspiele. Zu Beginn der Saison 2023/24 unterschrieb er im Juli 2023 einen Vertrag bei seinem ehemaligen Verein, dem Erstligaaufsteiger Trat FC. Am Ende der Saison 2023/24 belegte er mit Trat den letzten Tabellenplatz und musste somit in die zweite Liga absteigen. Für Trat bestritt er 29 Erstligaspiele. Nach dem Abstieg wechselte er im Sommer 2024 zum Erstligisten PT Prachuap FC. Nach fünf Erstligaspielen wechselte er im Dezember 2024 für den Rest der Saison auf Leihbasis zum Zweitligisten Chonburi FC. Am Ende der Saison 2024/25 feierte er mit Chonburi die Zweitligameisterschaft sowie den Aufstieg in die erste Liga.

## Erfolge
Trat FC
- Thailändische Zweitligavizemeister: 2018  ▲

Chonburi FC
- Thailändischer Zweitligameister: 2024/25  ▲